# Jiguaní
Jiguaní constituye uno de los trece municipios de la provincia Granma (Cuba) desde la última división político-administrativa realizada en el año 1976.

## Reseña histórica
En el lugar se fundó el 25 de enero de 1701 la villa San Pablo de Jiguaní,  como una más de las fundadas por lo españoles en Cuba. Como característica del entorno se localizaba un asentamiento de aborígenes nativos de la Isla, que por los hallazgos arqueológicos se corresponden a comunidades subtainas y tainas de cuya lengua proviene el nombre de dicho lugar: Jiguaní, según historiadores de la región quiere decir "Río de Oro"; aunque existen versiones orales que aseguran que su traducción es "Río de Oro". 
Para la defensa del pueblo los colonialistas construyeron una pequeña fortaleza(Fuerte) en una destacada elevación en las cercanía del poblado, posición estratégica que dominaba los terrenos bajos con eficacia.
Se han encontrado instrumentos primitivos como prueba de la existencia de las comunidades aborígenes en La Rinconada, El Faldón, La loma del Fuerte, Calabazar, Jiguaní Abajo, La Pelúa, Dos Ríos, El Huerto, Las Cabezas y La Yaya; morteros, burenes, hachas petaloides y pedazos de vasija de cerámicas en perfecto estado de conservación son ejemplos de los descubrimientos.

## Situación geográfica
Se encuentra situado en la parte norteña de la cordillera montañosa Sierra Maestra con una extensión territorial de 646,2 km² y una población según datos de la Oficina Nacional de Estadísticas de Cuba (año 2005) de 60.528 habitantes. Limita al norte con  Cauto Cristo y  Holguín, al sur con la provincia de Santiago de Cuba y el municipio de Guisa; al este  con Holguín y Santiago de Cuba  y al oeste con Bayamo. 
Se caracteriza por tener un extenso manto freático que favorece el abastecimiento alternativo de agua dulce a la población residente en el territorio. En Jiguaní, el paisaje natural, característico de los campos cubanos, es objeto de la atracción del turismo y de los campistas nacionales.

## Reseña económica
El municipio es atravesado por varios ríos, como el Cauto, Jiguaní, Contramaestre, Cautillo y Baire promoviendo la fertilidad de sus campos, propiciando el desarrollo de  actividades  agropecuarias, fundamentalmente la ganadería, cuyas producciones físicas se concretan  en la obtención  de leche, carne y sus derivados; así  como  en la parte agrícola, la producción de cítricos, cultivos varios, tabaco, y frutales.